# یوسف‌آباد (کشکوئیه)
یوسف‌آباد یک روستا در ایران است که در بخش کشکوئیه شهرستان رفسنجان واقع شده‌است. یوسف‌آباد ۴۴۳ نفر جمعیت دارد.